# Dorothy Malone
Dorothy Malone (født Dorothy Eloise Maloney; 30. januar 1924, 19. januar 2018) var en oscar-belønnet amerikansk skuespiller. Hendes filmkarriere begyndte i 1943 og i sine tidlige år spillede hun hovedsageligt små roller i b-film.
Efter et årti i film, hun begyndte at erhverve en mere glamourøse image, især efter hendes præstation i Dårskabens timer (1956), for hvilken hun vandt en Oscar for bedste kvindelige birolle. Hendes filmkarriere nåede sit højdepunkt i begyndelsen af 1960'erne, og hun opnåede senere succes med sin tv-rolle som Constance MacKenzie i Peyton Place fra 1964-68. Hun var mindre aktiv i sine senere år, men vendte tilbage til filmen i 1992 i Iskoldt begær.

## Udvalgt filmografi

### Film
- Iskoldt begær (1992)
- Storm Over Rio Grande (1961)
- Warlock - den lovløse by (1959)
- Dårskabens timer (1956)
- Massakren ved Snake River (1956)
- Sternwoodmysteriet (1946)
- The Tarnished Angels (1957)

### TV
- Peyton Place (1964 - 1968)